# Communauté de communes du Pays de Saint-Aubin-du-Cormier
La communauté de communes du Pays de Saint-Aubin-du-Cormier est une ancienne communauté de communes française, située dans le département d'Ille-et-Vilaine et la région Bretagne. C'était l'une des communautés de communes du pays de Fougères.

## Histoire
Créée le 31 décembre 1993, la communauté de communes réunissait onze communes, soit 13 500 habitants (recensement 2013) sur 17 326 hectares.
En application de la Loi portant nouvelle organisation territoriale de la République, elle est dissoute au 31 décembre 2016 car comptant moins de 15 000 habitants. La majorité des communes (La Chapelle-Saint-Aubert, Saint-Christophe-de-Valains, Saint-Georges-de-Chesné, Saint-Jean-sur-Couesnon, Saint-Marc-sur-Couesnon, Saint-Ouen-des-Alleux et Vendel) rejoignent alors la nouvelle communauté d'agglomération « Fougères agglomération » et les quatre autres (Gosné, Livré-sur-Changeon, Mézières-sur-Couesnon et Saint-Aubin-du-Cormier) sont intégrées dans la communauté de communes du Pays de Liffré.

## Territoire communautaire

### Composition
Elle regroupait onze communes :
| Nom                            | Code Insee | Gentilé        | Superficie (km2) | Population (dernière pop. légale) | Densité (hab./km2) |
| ------------------------------ | ---------- | -------------- | ---------------- | --------------------------------- | ------------------ |
| Saint-Aubin-du-Cormier (siège) | 35253      | Saint-Aubinais | 27,41            | 3 658 (2014)                      | 133                |
| La Chapelle-Saint-Aubert       | 35063      | Aubertins      | 9,77             | 426 (2014)                        | 44                 |
| Gosné                          | 35121      | Gosnéens       | 18,14            | 1 958 (2014)                      | 108                |
| Livré-sur-Changeon             | 35154      | Livréens       | 26,37            | 1 663 (2014)                      | 63                 |
| Mézières-sur-Couesnon          | 35178      | Mézièrais      | 24,74            | 1 653 (2014)                      | 67                 |
| Saint-Christophe-de-Valains    | 35261      |                | 3,27             | 219 (2014)                        | 67                 |
| Saint-Georges-de-Chesné        | 35269      |                | 11,62            | 706 (2021)                        | 61                 |
| Saint-Jean-sur-Couesnon        | 35282      |                | 18,32            | 1 223 (2021)                      | 67                 |
| Saint-Marc-sur-Couesnon        | 35293      | Médardais      | 12,05            | 576 (2021)                        | 48                 |
| Saint-Ouen-des-Alleux          | 35304      | Audonniens     | 15,20            | 1 298 (2014)                      | 85                 |
| Vendel                         | 35348      | Vendelais      | 6,37             | 406 (2021)                        | 64                 |

## Administration

### Siège
Le siège de la communauté de communes était à Saint-Aubin-du-Cormier, 3 rue de la Libération.

### Liste des présidents
| Période      | Période       | Identité         | Étiquette | Qualité                                                    |
| ------------ | ------------- | ---------------- | --------- | ---------------------------------------------------------- |
| janvier 1994 | avril 2001    | Pierre Renault   | DVD       | Maire de Saint-Aubin-du-Cormier, ancien président du Sivom |
| avril 2001   | décembre 2016 | Pierre Prodhomme | DVD       | Maire de Saint-Jean-sur-Couesnon                           |